# Розфарбований птах (роман)
«Розфарбований птах» (англ. The Painted Bird) — роман польсько-американського письменника Єжи Косинського (справжнє ім'я — Юзеф Левінкопф).

## Сюжет
«Розфарбований птах» є фіктивними спогадами хлопця невідомого походження, який мандрує Польщею під час Другої Світової Війни.

## Історія створення
За поясненнями самого автора, він писав англійською мовою, щоб «мати можливість писати безпристрасно, без емоційних асоціацій, які завжди викликає рідна мова». На думку критика Сю Вайс, всі частини написані (досі невідомо ким) польською мовою. Ця книга подається за автобіографічну розповідь Косинського про поневіряння самотньої дитини польськими селами під час другої світової війни. Лейтмотив книги — сексуальний садизм, якому віддається польське селянство та калмики, які визволяли село в лавах Червоної армії. Читачі, які познайомилися з цією книжкою до її публікації, жартували, що її слід віднести до розряду «жорсткого порно» і вона являє собою «плід розуму, схибленого на садомазохізмі». Майже всі розказані ним епізоди Косинський вигадав. Польських селян, серед яких він жив, він зображує затятими антисемітами. Насправді, самому Косинському надала притулок католицька родина польських селян, хоча вони знали, що за це на них чекають жахливі наслідки.

## Визнання літературних критиків
У журналі «Нью-Йорк Таймс бук рев'ю» Елі Візель хвалив цю книгу як «одне з найкращих» звинувачень нацизму, «написане з глибокою відвертістю та без сентиментальності». Навіть коли Косинського пізніше було викрито як літературного містифікатора, Візель продовжував хвалити цей твір.
Книга Косинського стала одним з основних художніх творів щодо Голокосту. Вона була бестселером, отримала премії, її переклали багатьма мовами і викладали у вищих школах і коледжах. Косинський роз'їжджав з лекціями і називав себе «Елі Візель задешево» (гонорари Елі Візеля за розповіді про Голокост сягали 25.000 доларів). Навіть коли його нарешті викрили, «Нью-Йорк Таймс» продовжувала захищати його, стверджуючи, ніби Косинський став жертвою комуністичної змови.

## Переклад українською
- Єжи Косинський. Розфарбований птах. Переклад з англійської: Єлена Даскал. Харків: КСД, 2018. 288 стор. ISBN 978-617-12-5063-5[4]

## Екранізації
Розфарбований птах — екранізація Вацлава Маргула (2019)